# OUTLAST
『OUTLAST』（アウトラスト）は、Red Barrels製作のサバイバルホラーゲーム。
2013年9月4日にSteamでWindows版の配信が開始され、2014年にはPlayStation 4版およびXbox One版が配信、2015年にはMac版とLinux版が配信された。なお2016年現在、家庭用ゲーム機でも日本語字幕に完全対応しているが、日本での配信日は未定となっている。
2017年4月25日に次作にあたる『OUTLAST 2』が発売された。

## 概要
コロラド州の山岳地帯にある隔離された精神病院を舞台に、プレイヤーキャラクターであるフリージャーナリストを操作し、敵から逃げ回りながら施設内を探索、脱出経路とこの病院でおこった事件の真相を解き明かす。主人公の所持品は取材用のビデオカメラのみであり、ゲーム内では敵を発見次第逃走するか、物陰に隠れる、あらかじめ敵の行動パターンを読んで裏をかく以外襲撃に対抗する手段は一切用意されていない。ビデオカメラには暗視撮影モードが搭載されており、暗所で周囲の確認や敵の先制発見に役立つが、バッテリーが切れれば使用不能となる。このためプレイヤーはマップ上に散在するバッテリーを収集して適宜充電しつつ前進する必要がある。
2013年10月30日にはダウンロードコンテンツの追加が発表され、2014年に『Whistleblower』というタイトルのもと欧米向けにPC/PlayStation 4用DLCとして配信開始された。Red BarrelsはこのDLCを前日譚にして真の最終章と位置付けている。

## ストーリー

### 本編
フリージャーナリストのマイルズ・アップシャーのもとに匿名の人物から内部告発のメールが届く。医療会社マーコフ・コーポレーションが自社運営の精神病院にて非人道的な研究を行い莫大な利益を得ているという情報だった。早速マイルズは愛用のハンディカムを持ってコロラド州に飛び、山頂にそびえる巨大な隔離施設「マウントマッシブ精神病院」へと向かう。玄関口は施錠されておりマイルズは二階の窓から侵入を試みるが、そこで待ち受けていたのは死体の山と戦闘の跡だった。惨状に怯えながら広間を目指すマイルズだったが、突如狂った大男に襲われ施設内を追い回される。
なんとか大男を振り切ったマイルズ。もはや調査どころではなく、脱出しようと管理室で玄関口を開錠するが突如背後から何かを刺されて気絶する。マイルズを襲ったのは生存者のひとりマーティン神父で、彼は謎の存在ウォルライダーを崇拝しており、外からやってきたマイルズを神が遣わした「証人」と信じてしまい、自分たちの信仰に巻き込もうとしていた。しばらくしてマイルズは施設の地下牢で目覚める。自分が置かれた状況に理解が追い付かないマイルズだったが、脱出のために神父やその協力者たちに誘導される形で施設を探索する。
しかしマイルズは神父の思惑により出口とは見当違いの方へ進まされる。神父の配下であるブラザーズ、冒頭で襲ってきた大男クリス・ウォーカー、正気を失った医者リチャード・トレーガー、何人もの追跡者に襲われ負傷しながらも施設の奥へと進む。道中、神父から彼らが崇拝しているというウォルライダーについて教わるも、荒唐無稽な話についていくことができない。無軌道な探索のすえマイルズは神父に認められ、ある部屋へと招かれて磔にされた神父を火で焼くという狂気の儀式に参加する。神父はマイルズに証人としてハンディカムに納めた記録を広めて欲しいと言い残すと、火に焼かれ絶命する。マイルズは狂った信仰に慄きつつも、神父の望みどおりこの施設の惨状を世に知らしめると誓う。
神父から教わったエレベータで玄関に向かうマイルズ、しかしエレベータは出口の一階ではなく地下へと進んでいく。不幸の連続に頭を抱えるマイルズだったが、むしろ真実を暴いてやると奮起する。そこは秘密の研究所で、ナノマシンによって生み出された怪物ウォルライダーが暴れまわっていた。研究所の奥でマイルズは研究を指揮していたという医師ルドルフ・G・ウェルニッケと出会う。彼からこの惨状は実験の失敗によるものだと教わり、ウォルライダーの宿主であるビリー・ホープを始末して欲しいと頼まれる。ついに核心に迫ったマイルズは頼みを聞き入れ、ハンディカムに証拠を収めるとともに、ウォルライダーの襲撃をかわしながらなんとかビリーを絶命させる。宿主が死亡したことでウォルライダーも消滅する。
だがルドルフにはマイルズを生かして帰すつもりなどなかった。マイルズは彼が連れてきた兵士たちにより銃撃され、地面に倒れる。その時、ビリーの死亡によって消滅したはずのウォルライダーが現れ、兵士たちを虐殺していく。マイルズが新たなウォルライダーの宿主になったことが示唆され、物語は幕を閉じる。

### 『Whistleblower』
マーコフ・コーポレーションのソフトウェアエンジニアであるウェイロン・パークは、マウントマッシブ精神病院でおぞましい人体実験が行われていることを知り、内部告発を試みる。しかしジェレミー・ブレアによって裏切りの現場を抑えられ、罰として人体実験の被験者にされる。
同時刻、院内で行われていたモーフォジェニックエンジンの実験失敗によりビリー・ホープという患者が暴走し、大惨事が起きる。実験室に閉じ込められていたウェイロンはこの騒動に乗じて拘束を解き、そばにあったハンディカムを片手に脱出を図る。
暴走する患者たちに怯えながら施設内を進むウェイロンだったが、そのひとりデニスの陰謀により、殺人鬼として恐れられている患者エディ・グルースキンのもとへ送られる。グルースキンはかつてウェイロンが人体実験を行った被験者のひとりで、凄惨な過去や実験の影響で正気を失っており、男性患者を捕まえては拷問器具で殺害するという狂気を繰り返していた。ウェイロンも捕まり殺されそうになるが、間一髪で拘束を解いて逃げる。ウェイロンはグルースキンの執拗な追跡を振り切り、最後はグルースキンが自ら作った拷問部屋を利用して自滅させる。
ウェイロンは出口を目指すが、玄関の手前で待ち構えていたジェレミーに襲われる。絶体絶命のその時、衝撃音と共にウォルライダーが現れ、ジェレミーを捕まえてその身体を八つ裂きにする。突然の出来事にウェイロンは困惑しつつも施設から脱出する。
その後、ウェイロンは謎の人物に救助される。何処かの一室で内部告発のデータをまとめていたところ、先の人物からウェイロンだけでなく親族にも危険が及ぶと告発をやめるよう忠告される。しかしウェイロンは怯むことなくデータを何処かへと送信する。

## 登場キャラクター

### 本編の登場人物
マイルズ・アップシャー（Miles Upshur）
声 - ショーン・ベイチュー
本編の主人公であるフリージャーナリスト。マーコフ社のシステム・エンジニアであるウェイロン・パークから内部告発のメールを受けてマウントマッシブ精神病院を訪れ、ハンディカムを片手に施設内を探索するが、その途中でマーティン神父に捕まり、彼の目的に強制的に協力させられることとなる。その後、様々な困難を乗り越えて遂にはウォルライダーの動力源であるビリー・ホープの始末に成功し、病院を脱出しようとしたところを突如としてウェルニッケと共に現れた兵士達の銃撃を受けて倒れるが、死ぬ間際に身体に入り込んでいたナノマシンによりウォルライダーとして復活し、兵士達を虐殺した。その後の消息は不明である。
マーティン・アルシャンボー（Martin Archimbaud）
声 - アンドレアス・アペルギス
マーティン神父、または単に神父と呼ばれている元患者。神父のような格好をしており、「ウォルライダー」を信仰している。また、マイルズを「証人」と呼んでいる。他の患者達を独自の教義で従えて扇動し、精神病院内を地獄絵図とも言うべき状態に変えた上でマイルズを施設内の奥へ誘導するが、最後は自ら磔になって焼死する。また、『Whistleblower』においても壁に血文字を書く様子で登場する。
クリス・ウォーカー（Chris Walker）
声 - チムウェムウェ・ミラー
ストーリー序盤からマイルズを追い回す異様な体格の男性で、アフガニスタンに駐留経験を持つ軍警察の元関係者。素手で人間の首と胴体を引き裂く程の怪力を持ち、暗闇からでも対象を見つけ出すなど夜目が利く。また、施設内にいる警備員など生存者を見つけては殺して回っている（そのため、施設内で見つかる惨殺された死体のほとんどはクリスの仕業と思われる）。マイルズを散々追い掛け回し、更には施設内の奥にまで執拗に追い詰めるが、同じくマイルズを追いかけていた最中のウォルライダーに捕まってしまい、壁や天井に何度も叩き付けられた後、通気口の網に無理矢理押し込まれて惨殺された。また、『Whistleblower』でも登場し、主人公であるウェイロンを少しだけ追い掛け回す。
ブラザーズ（The Brothers、The Twins）
声 - ニール・ネイピア、アラン・グーレム
マーティン神父に従ってコンビでマイルズを殺そうと追い回す正体不明の双子（兄弟）の男性。最初はマイルズを追い掛け回すが、マーティン神父が死亡した後はマイルズから手を引いた。また、『Whistleblower』にも少しだけ登場するが、主人公であるウェイロンには襲い掛からずに終わる。
リチャード・トレーガー（Richard Trager）
声 - アレックス・アイバノービチ
マーコフ社の元幹部。「何か」が起こった後は捕獲した患者に対して際限のない拷問を続けており、また完全な狂気に侵されているとはいえ行動や言動には計画的且つ知的なものがみられる。また、他の患者達がマーティン神父に従う中で彼とはテリトリーこそ分けていながらも対立しており、院内で独自の行動を取っている。マイルズを捕まえて彼の指（右手の人差し指と左手の薬指）を切断し、更には彼が拘束を解いて逃げ出したことを知ると本格的に殺そうと追い掛け回すが、最後はマイルズとエレベーターで揉み合いになった末に作動したエレベーターに身体を挟まれて息絶える。また、『Whistleblower』にも死体として登場する。
ルドルフ・G・ウェルニッケ（Rudolf Gustav Wernicke）
声 - マーセル・ジャナン
ドイツ出身の元医師。渡米後はマーコフ・コーポレーションに入社し、2009年に死亡したと記録を偽造した上で実験施設の奥で生き延びており、後にやって来たマイルズにビリー・ホープを始末するように依頼する。その後、兵士の集団と共に口封じの為にマイルズをも抹殺しようと試みるが、マイルズの体を依代にして復活したウォルライダーの逆襲に遭い、兵士は虐殺されてしまう。その後の消息は不明である。
ビリー・ホープ（Billy Hope）
声 - なし
患者の一人で、暴走でウォルライダーを動かして研究施設を混乱に陥れた張本人。ドキュメントによると、実験体になったのはマーコフ社から病気で入院している母親の治療費を工面する代わりに実験に協力するよう言われたためである(だが、実際はマーコフ社に騙されており、母親は治療費が支払われていなかったため既に死亡しているが、ビリー自身はそれに気付かず実験に協力し続けていた)。実験体にされた後はウォルライダーを生み出し、自身はその動力源として生かされ続けていたが、最後はマイルズが生命維持装置を停止したことで息絶える。
患者達（Variants）
精神病院で実験体にされていた人達。全員が人体実験や傷害を受けており、暴動が起こった後はその仕返しとして医者や会社関係者達を暴行したり、時には殺している。また、精神が病んでいるために蹲る者もいれば自傷をする者もおり、場合によっては襲い掛かってくる者もいる。

### 『Whistleblower』からの登場人物
ウェイロン・パーク（Waylon Park）
声 - ショーン・ベイチュー
『Whistleblower』の主人公で、マーコフ社のシステム・エンジニア。精神病院の現状を伝えるために行動しており、後に内部告発のメールをフリージャーナリストであるマイルズ・アップシャーに送ったものの、結局はマーコフ社の関係者であるジェレミー・ブレアに露見して口封じの為に被験体にされかける。その後、施設内で起こった暴動に乗じて拘束から逃れ、世間に精神病院での真実を伝えるために脱出を目指すが、道中で様々な困難に巻き込まれてしまい、それでも負傷しながらも何とか脱出に成功する。その後は自身を救助してくれた謎の人物の警告を受けるが、敢えて覚悟を決めて真実を伝えることを選ぶ。
アンドリュー（Andrew）
声 - マイク・パターソン
マーコフ社の研究員。被験体となったウェイロンに実験を行おうとしたが、直後に起こった暴動を察知してその場を去った。その後の消息は不明である。
ジェレミー・ブレア（Jeremy Blaire）
声 - マット・ホランド
マーコフ社の関係者。主にマーコフ社の悪事を隠蔽する役割や裏切り者と害する者が居ないかの監視役などを担っており、ウェイロンを被験体にしたのを隠す為に周りには精神疾患による辞職と偽ったり、彼の家族にも目を付けて危うくなったら皆殺しを画策するなどマーコフ社を守る為ならば手段を選ばない。ウェイロンが精神病院の現状を探っていたことに気付き、口封じのために彼を被験体にした。その後、拘束から逃れたウェイロンを見付けた際は外部からの助けを呼ぶのを阻止して彼を殴り倒したが、クリス・ウォーカーの接近を察知したためウェイロンを見逃した。その後は病院から脱出を図る寸前のウェイロンと再会し、その際に手負いを装ってウェイロンの接近を誘い、口封じのためにその場で殺そうとしたが、突如姿を現したウォルライダーによって八つ裂きにされる形で死亡した。
フランク・アントニオ・マネラ（Frank Antonio Manera）
声 - エドワード・ヤンキー
患者の一人。常に不潔な顔付きと全裸で移動し、武器に電動のこぎりを使用している。また、人肉や臓器が好物で、生存者を見つけると「僕のもの」、「僕のお肉」などと叫んで追いかけたり、殺した人間を使って人肉料理を作っていたり、死体から臓器を取って食べたり、時には死体ごと貪っている。ウェイロンを食べるために追い掛け回すが、最終的には取り逃がしてしまう。その後の消息は不明である（なお、病院棟の窓から姿を見せており、発見したウェイロンに向かって叫んだ後に姿を消す）。
解離性のデニス（Dissociative Dennis）
声 - ダニエル・ブロシュー
患者の一人。一人芝居が目立っており、二重人格の如く演じ分けている。グルースキンを恐れている為に彼に目を付けられないようにする方法を探しており、そこにやって来たウェイロンをグルースキンの標的にすることを画策し、その上でウェイロンを追い掛け回して彼をグルースキンのいる場所までわざと誘導する。その後の消息は不明である。
エディ・グルースキン（Eddie Gluskin）
声 - グラハム・カスバートソン
患者の一人。過去に叔父や父親から性的虐待を受けていたために性癖や人格が歪んでおり、更には母親からの教育が影響してか『理想の花嫁』像に執着している。序盤にて正気のある実験体として登場し、その際に仕事に取り組んでいたウェイロンに助けを求めるが、結局再び捕縛されて実験体にされた。暴動発生後からはモーニングコートを身に纏っており、デニスからは”新郎”と呼ばれている。母親の影響で狂的といえる結婚願望を抱いており、他の男性患者を捕らえてはその体に”改造”を施して理想の『花嫁』に見立てようとしているが、その”改造”とは電動のこぎりで下腹部に切れ目を入れる等の実質的な”破壊”であり、更には殺した患者達の死体を天井から吊るす(飾っている？)という残虐性を見せているため、他の患者達からは恐れられている。その後、ウェイロンをダーリンと呼んで自らの『理想の花嫁』にするために執拗に追跡し、拷問部屋において後一歩のところまで追い詰めるが、逃げられる。最終的に殺そうとしたウェイロンの抵抗に遭った反動で杭が身体に突き刺さるという致命傷を負い、最期にはウェイロンを花嫁に出来なかったことへの悔しさを言い残して息絶える。

## 舞台・用語
マウントマッシブ精神病院
コロラド州の山岳地帯にある精神病院。マーコフ・コーポレーションが慈善事業として運営しており、洋館のような趣きとは裏腹に電子ロックなどの先進的な設備を備えている。1971年にスキャンダル事件で閉鎖したが、2009年にマーコフ精神医療システムによって密かに再開された。その後、マイルズは脱出できなかったものの、ウェイロンが脱出に成功してその病院内で起こった実験の全ての真実が世間に広まることとなる。
モーフォジェニックエンジン
マウントマッシブ精神病院で行われている治療法。被験体に様々な映像を強制的に視聴させ、引き出した強力な負の感情エネルギーを元に超常現象を引き起こす。
ウォルライダー
マーティン神父らの崇拝する謎の存在だが、正体は患者であるビリー・ホープがモーフォジェニックエンジンによって発現させたナノマシンの集合体である。ワールライダーとも言う。黒い雲霞が纏わり付いたような人型の姿をしており、人間を軽々と引き裂ける程の力を持ち、空を飛ぶことも出来る。当初はビリーを原動力として生存しており、終盤でマイルズによりビリーの生命維持装置が停止させられたことで一度は消滅するが、マイルズに抵抗した際に身体に入り込んでいたのか、死ぬ間際のマイルズの身体を依代にして復活した。その後、Whistleblowerにおいても度々登場する（時系列的に『ウェイロンがエディによって昏倒させられ、意識を取り戻した後』のウォルライダーはマイルズの身体を依代にした状態だと思われる）。
マーコフ・コーポレーション
多国籍企業。別名マーコフ社とも呼ばれている。表向きは優良企業として名を馳せているが、その裏ではマウントマッシブ精神病院で非人道的な手段を用いて莫大な利益を得ている。また、例え告発者が出ても幹部や関係者たちを使ってその者を口止めしたり、時には実験体にするなどほとんどの事実を隠蔽している。